# Troglohyphantes kratochvili
Troglohyphantes kratochvili là một loài nhện trong họ Linyphiidae.
Loài này thuộc chi Troglohyphantes. Troglohyphantes kratochvili được miêu tả năm 1935 bởi Drensky.